# Teupin Siron
Teupin Siron is een bestuurslaag in het regentschap Bireuen van de provincie Atjeh, Indonesië. Teupin Siron telt 705 inwoners (volkstelling 2010).